# Ptolemeusz Filadelfos (syn Kleopatry)
Ptolemeusz Filadelfos (ur. jesień 36 p.n.e., zm. 29 p.n.e.) – najmłodszy syn Marka Antoniusza i Kleopatry VII, ostatniej królowej Egiptu. Przyrodni brat Ptolemeusza Cezara, miał również jeszcze pięcioro przyrodniego rodzeństwa (dzieci Antoniusza z jego poprzednich małżeństw). Swoje imię dostał na cześć Ptolemeusza II Filadelfosa – syna Ptolemeusza I Sotera – pierwszego władcy Egiptu z macedońskiej dynastii Ptolemeuszy. Miało to najwyraźniej oznaczać, że jego ojciec, Antoniusz, jest nowym Soterem – założycielem nowej rzymsko-egipskiej dynastii królów. Ptolemeusz w 34 p.n.e., w wieku 2 lat, został ogłoszony królem Syrii i Anatolii.
W 30 p.n.e., po samobójstwie Antoniusza i Kleopatry, Ptolemeusz razem ze swoim rodzeństwem, bliźniakami: Aleksandrem Heliosem i Kleopatrą Selene, został zabrany przez Oktawiana Augusta do Rzymu. Dzieci zamieszkały z Oktawią, siostrą Oktawiana, żoną Antoniusza. Nie wiadomo nic więcej o dalszym życiu Ptolemeusza. Jego siostra, Kleopatra Selene, została żoną Juby II.